# Star Trek: First Contact
Star Trek: First Contact (conocida en España como Star Trek: primer contacto y en Hispanoamérica como Viaje a las estrellasː primer contacto) es una película estadounidense de ciencia ficción de 1996, dirigida por Jonathan Frakes en su debut cinematográfico. Es la octava película de la franquicia Star Trek, y la segunda protagonizada por el elenco de la serie de televisión Star Trek: The Next Generation. En la película, la tripulación de la nave estelar USS Enterprise‑E viaja en el tiempo desde el siglo XXIV al siglo XXI para evitar que los cibernéticos Borg conquisten la Tierra cambiando el pasado.
Después del lanzamiento de Star Trek Generations en 1994, Paramount Pictures encargó a los escritores Brannon Braga y Ronald D. Moore desarrollar la siguiente película de la serie. Braga y Moore querían incluir a los Borg en la trama, mientras que el productor Rick Berman quería una historia que involucrara viajes en el tiempo. Los escritores combinaron las dos ideas; Inicialmente ambientaron la película en la Italia del Renacimiento, pero cambiaron el período de tiempo que los Borg corrompieron a mediados del siglo XXI, después de temer que la idea del Renacimiento pareciera cursi. Después de que dos directores más conocidos rechazaran el trabajo, el miembro del elenco Jonathan Frakes fue elegido para dirigir para asegurarse de que la tarea recayera en alguien que entendiera Star Trek.
El guion de la película requería la creación de nuevos diseños de naves espaciales, incluido un nuevo USS Enterprise. El diseñador de producción Herman Zimmerman y el ilustrador John Eaves colaboraron para crear un barco más elegante que su predecesor. La fotografía principal comenzó con semanas de rodaje en Arizona y California, antes de que la producción se trasladara a nuevos decorados para las escenas basadas en barcos. Los Borg fueron rediseñados para que parecieran convertidos en seres máquinas de adentro hacia afuera; las nuevas sesiones de maquillaje tardaron cuatro veces más que sus apariciones en la serie de televisión. La empresa de efectos Industrial Light & Magic se apresuró a completar los efectos especiales de la película en menos de cinco meses. Las técnicas tradicionales de efectos ópticos se complementaron con imágenes generadas por computadora. Jerry Goldsmith compuso la banda sonora de la película.
Star Trek: Primer contacto se estrenó el 22 de noviembre de 1996 y fue la película más taquillera en su primer fin de semana. Recaudó un total mundial de 146 millones de dólares. La recepción de la crítica fue mayoritariamente positiva; Los críticos, incluido Roger Ebert, la consideraron una de las mejores películas de Star Trek. Los Borg y los efectos especiales fueron elogiados, mientras que la caracterización fue recibida de manera menos uniforme. El análisis académico de la película se ha centrado en los paralelismos del capitán Jean-Luc Picard con Ahab de Herman Melville y la naturaleza de los Borg. First Contact fue nominada al Premio de la Academia al Mejor Maquillaje y ganó tres premios Saturn. Le siguió Star Trek: Insurrection en 1998.

## Argumento
En esta película, el elenco de Star Trek: La Nueva Generación encuentra de nuevo a sus adversarios, los Borg a quienes intentan impedir que modifiquen la historia y conquisten la Tierra en el siglo XXI por medio de un viaje en el tiempo que impediría el primer vuelo warp de la raza humana y el consiguiente primer contacto con una raza extraterrestre: los vulcanos.
El Primer contacto entre humanos y extraterrestres, ocurre después de la tercera guerra mundial y luego del primer viaje a velocidad Warp hecho por humanos, específicamente por el doctor Zefram Cochrane (científico que inventó o descubrió cómo viajar más rápido que la luz), este encuentro no se produjo antes, ya que los vulcanos no estaban interesados en el Planeta Tierra, ni en sus habitantes, por encontrarlos primitivos. Es una regla común que las razas que han conseguido viajar más rápido que la luz no establezcan contacto con otras razas que aún no han conseguido el viaje más rápido que la velocidad de la luz, para evitar «contaminación cultural».
La acción en el siglo XXIV se sitúa hacia el año 2373 (fecha estelar: 50893.5). La película comienza con una doble pesadilla de Picard, la primera recordando cuando fue unido al colectivo Borg y la segunda, en la que se lava la cara y un micro sensor aparece en su mejilla. Al reaccionar de la pesadilla Picard recibe la información de que un cubo Borg se dirige hacia la Tierra, pero el Enterprise no es llamado a defender el planeta pues los superiores del capitán Picard en la Flota Estelar piensan que él, al haber sido asimilado por los Borg, aunque por un corto periodo de tiempo, no está emocionalmente capacitado para enfrentarse a ellos. Picard decide contradecir sus órdenes y dirige al Enterprise hacia la Tierra. Ahí encuentra el cubo Borg a punto de sobrepasar las defensas terrestres. Al unir fuerzas con las demás naves terrestres, logran destruir el cubo Borg, sin que antes una esfera de escape salga de este. Al perseguir la esfera, que va hacia la Tierra, se ven envueltos en una onda de viaje temporal creada por la esfera Borg, que se dirige atrás en el tiempo, hasta el 4 de abril de 2063, un día antes del primer vuelo warp de los terrestres. La interferencia de la onda temporal les permite ver que los Borg modificaron la historia, asimilando a toda la población terrestre en el colectivo Borg. La Entreprise sigue a la esfera hacia el pasado para impedir que cambien la historia y antes de poder destruirla, esta dispara sus armas hacia el lugar donde estaba emplazado el Phoenix, primera nave warp terrestre, antes de su primer vuelo.
Debido al daño que sufren las instalaciones del doctor Zefram Cochrane, el capitán Picard decide transportar un equipo de ingenieros para ayudarlo en las reparaciones de la nave, para poder mantener coherente la línea histórica. El doctor Zefram Cochrane, uno de los más grandes héroes de la futura humanidad es mostrado en su faceta real antes de darse cuenta de las gigantescas repercusiones de su nueva tecnología sobre la humanidad. Cochrane bebe constantemente y está guiado por el deseo de hacer dinero con su invención, pero no es un tipo sin escrúpulos, tan solo está un poco perdido. Al principio Cochrane cree que la tripulación del Enterprise en un grupo de locos y cuando le es revelada la importancia trascendental de su trabajo, él se siente sobrepasado con el papel de «héroe de la humanidad», tratando de escapar.
Mientras tanto, el USS Enterprise orbita la Tierra y experimenta una serie de pequeños problemas en los controles ambientales de ciertas cubiertas. Ingenieros van a ver cuál es el problema, solo para encontrar que los Borg se habían transportado al Enterprise antes de su esfera de escape fuera destruida. Los Borg empiezan a modificar los circuitos del Entreprise y a asimilar a los miembros de la tripulación que intentan frenar su avance. Picard está emocionalmente muy inestable, sin darse cuenta de que tiene un odio interno hacia los Borg y que está arrastrando a su tripulación en una batalla inútil contra ellos en lugar de abandonar la nave y destruirla. Es muy interesante que Picard, en el clímax de la expresión de su odio hacia los Borgs, empieza a citar un segmento de Moby Dick, de Herman Melville, que refleja exactamente su conducta: consumido por el odio antepone todo, incluyendo la seguridad de su tripulación y su nave, en busca de la venganza de su enemigo. Al darse cuenta de su comportamiento, recapacita y ordena a la tripulación abandonar Enterprise y dirigirse a lugares aislados de la Tierra, para no alterar la línea histórica, e inicia la secuencia de autodestrucción de Enterprise, solo para recibir un mensaje mental del colectivo Borg: Data es cautivo de los Borg y están tratando de asimilarlo.
Al llegar a la cubierta donde estaban los Borg, Picard se ofrece asimilarse dándole la opción a Data de poder irse, pero Data rechaza el irse y Picard será asimilado como uno más del colectivo, al momento de querer romper las esperanzas de Picard, La Reina Borg le ordena a Data que detenga el conteo de la autodestrucción, Data desbloquea la autodestrucción y activa los sensores externos se detecta a la Phoenix, apuntándole Data dispara torpedos para destruirla, pero los torpedos fallan y al darse cuenta de que Data no estaba de lado de los Borg, Data cita la frase de los Borg: «La Resistencia es Inútil» después del plan de Data, Picard logra confrontar a la reina Borg y finalmente destruirla, a la vez de salvar el primer vuelo warp de la raza humana y así asegurando que los vulcanos decidan hacer el primer contacto con la raza humana.

## Intérpretes
| Personaje                           | Intérpretes     | Doblaje español      | Doblaje mexicano        |
| ----------------------------------- | --------------- | -------------------- | ----------------------- |
| Capitán Jean Luc Picard             | Patrick Stewart | Ernesto Aura         | Blas García             |
| Comandante William Riker            | Jonathan Frakes | Manolo García        | Gabriel Pingarrón       |
| Teniente Comandante Data            | Brent Spiner    | Ricky Coello         | Humberto Vélez          |
| Teniente Comandante Geordi La Forge | LeVar Burton    | Luis Posada          | Sergio Gutiérrez Coto   |
| Teniente Comandante Worf            | Michael Dorn    | Miguel Ángel Jenner  | Miguel Ángel Ghigliazza |
| Dra. Beverly Crusher                | Gates McFadden  | María Luisa Solá     | Rebeca Manríquez        |
| Consejera Deanna Troi               | Marina Sirtis   | M. Carmen Alarcón    | ¿?                      |
| Dr. Zefram Cochrane                 | James Cromwell  | Enric Arredondo      | César Árias             |
| Lily Sloane                         | Alfre Woodard   | Concha García Valero | ¿?                      |
| Reina Borg                          | Alice Krige     | Mercedes Montalá     | Liza Willert            |
| Teniente Hawk                       | Neal McDonough  | Paco Gázquez         | ¿?                      |
| Doctor                              | Robert Picardo  | Toni Solanes         | ¿?                      |

## Producción

### Desarrollo
Dos meses después del estreno de Star Trek VII: La próxima generación, Paramount decide producir otra película basada en la serie Star Trek: The Next Generation, y quería que Brannon Braga y Ronald D. Moore escribieran el guion. La dúpla había escrito la mayoría de los episodios de The Next Generation, así como también el guion del film anterior. A la película se le dio un presupuesto considerable de 45 millones de dólares. Esto significaba más acción y mejores efectos visuales. Jonathan Frakes, realizaría su debut como director en esta película e interpretaría nuevamente el personaje de William Riker.
Rick Berman quería una historia que involucrara un viaje en el tiempo, mientras Braga y Moore quería utilizar a los Borg, ya que no se había visto con toda su fuerza desde el episodio The Best of Both Worlds y porque además no se pudo mostrar todo su potencial debido al limitado presupuesto que se contaba en la serie de televisión. Entonces fue cuando decidieron unir sus ideas. El mayor debate fue en que época ubicar al film, inicialmente se pensó en la Edad Media, pero la idea fue abandonada porque Stewart no deseaba llevar calzas. Finalmente se ubicó la película luego de la ficticia Tercera Guerra Mundial. 

### Diseño
Luego de la destrucción del Enterprise-D en la película anterior, se necesitaba una nueva nave. El Enterprise-E fue diseñado por John Eaves y Herman Zimmerman quienes dijeron que era más esbelto, digital y suficiente para enfrentar cualquier amenaza Borg. Braga y Moore querían una nave más robusta y militar. Eaves miró los diseños de antiguas versiones del Enterprise, y diseñó una nave más racional y capaz para la guerra que el Enterprise-D. Redujo el tamaño del cuello expuesto de la nave y alargó las nacelas. El decorado del puente era nuevo, así como también ingeniería. Zimmerman y Stewart diseñaron la oficina de Picard, que incluía elementos de Shakespeare y planetas visitados. La nave vulcana, por su parte, fue diseñada para asemejarse a una estrella de mar, un cangrejo y un boomerang.
Cada Borg tenía un diseño único, y Michael Westmore hacía uno nuevo cada día. El maquillaje Borg tomaba horas en ser aplicado y eliminado. Aproximadamente doce actores personificaron a los Borg, porque los atuendos y maquillajes eran muy costosos. Por ello, muchos de los Borg que se encontraban en segundo plano era maniquíes. Para producir a la Reina Borg, Alice Krige pasaba cuatro horas en maquillaje y utilizaba unos lentes de contacto de metal. Deborah Everton era la diseñadora de vestuario y Matthew F. Leonetti el diseñador de fotografía. Ambos junto a Zimmerman combinaron sus esfuerzos para diseñar y crear las secciones «borgificadas» del Enterprise.
La escena de caminata por el casco de la nave fue una de las más difíciles de construir. Everton diseñó los trajes espaciales para que fueran prácticos. Los decorados del casco exterior de la nave y el plato deflector fueron construidos en los estudios Paramount, rodeados por una pantalla verde

### Casting
Al principio se pensó en Tom Hanks para que hiciese el papel del Dr. Zefram Cochrane. El actor estaba receptivo dada su gran pasión por la saga, pero finalmente no pudo participar debido a la coincidencia del rodaje con su trabajo como director y actor secundario en The Wonders. De esa manera el papel fue finalmente interpretado por James Cromwell.

### Filmación
Frakes utilizó una gran variedad de tomas y diferentes técnicas para la película. A diferencia de los episodios de The Next Generation, la filmación se realizó en los estudios de Paramount, y las escenas ubicadas en el año 2063 fueron tomadas en Phoenix, Arizona. Esto era emocionante para los actores, ya que no debían vestir los uniformes de la Flota Estelar y usaban vestimentas «normales». Las ubicaciones incluían los bosques de Los Ángeles y un silo de misiles.
Aunque primordialmente la película era una aventura de ciencia ficción, Frakes dirigió las escenas de los Borg como una película de horror, creando así el mayor suspenso posible. Para contrastar con esto, agregó escenas cómicas en la Tierra, en un intento de aliviar a la audiencia de tensiones.

### Efectos
Industrial Light and Magic (ILM) trabajó en la película, y es la primera vez para una producción de Star Trek en donde las naves era creadas por imágenes generadas por computadoras, aunque miniaturas del Enterprise fueron usadas para algunas tomas.
Frakes consideró la escena en que la cabeza y hombros de la Reina Borg bajan lentamente hasta su cuerpo como «el efecto visual distintivo de la película». La escena fue difícil de ejecutar, tomándole cinco meses a ILM en finalizarla.

## Temática
Frakes creía que el tema principal de First Contact deberían ser la lealtad, amistad, honestidad y respeto mutuo. Esto se evidencia en la película cuando Picard elige quedarse en la nave para rescatar a Data en lugar de evacuar la nave con el resto de la tripulación. La película hace comparación directa entre el odio de Picard hacia los Borg y la destrucción del Enteprise con el Capitán Ahab de la novela Moby Dick. Este momento marca un punto de inflexión en la película en el que Picard cambió de opinión.

## Estreno
La película se estrenó el 18 de noviembre de 1996 en el Mann's Chinese Theater (Hollywood, Los Ángeles), en el 30.º aniversario de la franquicia. En el Reino Unido se realizó un estreno real, con la presencia del príncipe Carlos. First Contact fue la primera película de Star Trek en recibir clasificación PG-13, esto se debió principalmente por la violencia que representaban los disparos de armas, y la escena en la que Data le rompe el cuello a un drone Borg.

## Recaudación
Abriendo en un total de 2812 cines en Estados Unidos, First Contact recaudó en su primer fin de semana un total de 30.72 millones de dólares. Finalmente en EE. UU. terminó con una recaudación de 92.03 millones de dólares y mundialmente totalizó 146.03 millones de dólares. De esa manera la película se convirtió en una de las películas de la saga de Star Trek que mejor funcionó en taquilla.

## DVD
El primer DVD de First Contact fue lanzado el 7 de octubre de 1998, el cual contenía la película junto con el Teaser Trailer y Theatrical Trailer.
El 15 de marzo de 2005 Paramount sacó a la venta una Edición Especial de Colección de la película presentada en 2 DVD. El primero de los DVD contenía la película junto con comentarios de Michael y Denise Okuda, del director y actor Jonathan Frakes, y de los escritores Brannon Braga y Ronald D. Moore. La película cuenta con sonido Dolby Digital 5.1 y DTS. El segundo DVD contiene material adicional como: El Universo de Star Trek, El Colectivo Borg, Reconstrucción de Escenas, Producción del Primer Contacto, Archivos y Tráileres.